# Pedro Amaral Botto Machado

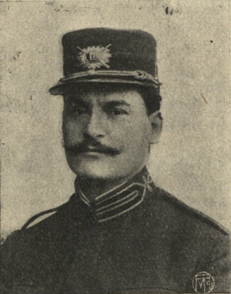
Tenente Pedro Amaral Botto Machado

Pedro Amaral Botto Machado (Gouveia, 11 de agosto de 1868 - Gouveia, 29 de outubro de 1921), foi batizado a 02 de setembro de 1868 na Igreja de S. Julião de Gouveia, era filho de Pedro Rodrigues do Amaral e Carlota Emília Botto Machado. Era o irmão do meio de Fernão Botto Machado e João Botto Machado.
Iniciou a carreira militar, voluntariamente, no regimento de infantaria 14 de Viseu em Setembro de 1886. Acusado de ser um dos incitadores da revolta de 31 de Janeiro de 1891 no Porto, na qualidade de 2.º sargento do regimento de infantaria 18 da “Cidade Invicta”, foi julgado no 2.º Conselho de Guerra (27 de Fevereiro de 1891 - 23 de Março de 1891) em Leixões, a bordo da corveta "Bartolomeu Dias" e condenado a 3 anos de degredo em possessão de 1.ª classe, em Moçâmedes e Benguela, Angola.
Regressado a Gouveia, inicia-se na maçonaria (1905) no Triângulo nº 63 de Gouveia, que origina a Loja Maçonica Beneficente nº 260 do Rito Escocês Antigo e Aceite; e casa-se com D. América Garção Stockler (1907). Com afinco promove a educação e alfabetização das camadas desfavorecidas da sociedade, criando o Centro Democrático de Instrução e Recreio (1906); mais tarde Centro Democrático de Instrução e Recreio Pedro Amaral Botto Machado (1907). Em 1911, com a lei que instituiu a criação das Escolas Primárias Superiores, foi o seu nome dado à de Gouveia.
Impulsionou vários melhoramentos concelhios como obras de saneamento e fontanários, equipamentos escolares, posto zootécnico, melhoria de arruamentos e indústrias. É autor de profícuos artigos nos diversos jornais regionais, sempre com a educação e o republicanismo como grandes paixões.
Várias associações e instituições sentiram a sua acção benemérita. Foi 1.º sub-inspector da Associação Humanitária dos Bombeiros Voluntários de Gouveia (1904); a 17 de Maio de 1906 foi fundador da Comissão Municipal Republicana; financia a construção de um novo edifício para a Associação de Socorros Mútuos dos Artistas e Operários de Gouveia (1907), integrou o Sindicato agrícola de Vila Nova de Tazem e fundou a Sociedade Musical Gouveense (1911).
Com a Revolução de 5 de Outubro de 1910 preside à Comissão Municipal Republicana Administrativa da Câmara Municipal de Gouveia e é nomeado Administrador do Concelho. É restituído no Exército Português com o posto de Tenente a 5 de Novembro e promovido a Capitão.
Em 1911 é eleito deputado às constituintes pelo círculo eleitoral n.º 23 de Pinhel, votando a nova constituição republicana no mesmo ano como senador, tal como o irmão Fernão. A 10 de Maio de 1913 é nomeado governador da província de S. Tomé e Príncipe, cargo que exerce com brio até 12 de Março de 1918, dividido por 2 mandatos.

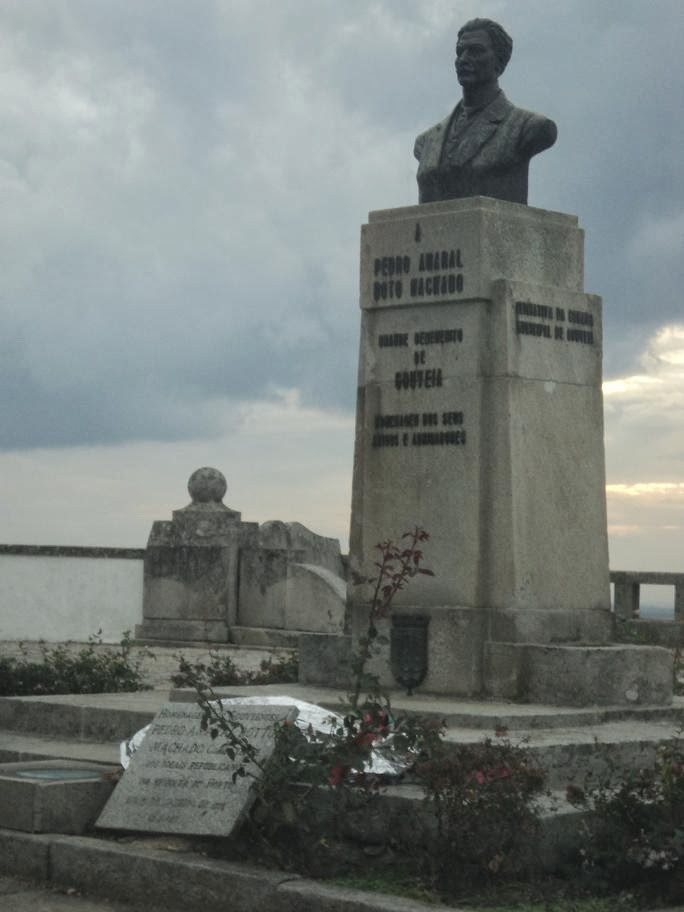
Busto Pedro Amaral Botto Machado

Ficou célebre nas páginas de diversos jornais o empenho e a dedicação que colocou para a educação das mais variadas classes sociais, nomeadamente os operários e as crianças, trazendo e defendendo a escola móvel que ensinava segundo o método de João de Deus. Para além da escola primária que funcionava no Centro Republicano de Instrução e Recreio, criou ainda a Escola-Oficina no Convento de S. Francisco e de uma escola primária superior em 1911, que deu lugar à Escola Industrial e Comercial Pedro Botto Machado em 1924. 
Também a saúde pública, as melhorias das acessibilidades à Serra, que o mesmo defendia como de grande importância para o desenvolvimento de Gouveia, o apoio às classes desfavorecidas preencheram o carácter de Pedro Botto Machado, que ficou atestado nas centenas de páginas de jornais que o mesmo produziu, sobre os mais variados temas.
O grande congresso repúblicano da Serra da Estrela presidido pelo seu amigo e importante figura do republicanismo nacional Magalhães Lima atesta ainda a importância dada a Botto Machado como um filantropo e um gouveense abnegado, cujo desenvolvimento da região e o bem-estar dos gouveenses era de suma importância para o seu viver.
Após a sua morte, diversas e abundantes manifestações de pesar ocorreram no país e abriu-se uma subscrição pública para colocar um busto em bronze na avenida que ele teve a iniciativa de abrir, chamada de Av. D. Isabel Belo. A 1 de Novembro de 1921 a Câmara Municipal renomeou a avenida com o benemérito. Curiosamente, o busto apesar de construído ficou à guarda de alguém e foi colocado sorrateiramente durante uma noite em 1956, sem qualquer pompa ou homenagem pública, como nos dá conta Casimiro de Andrade na edição de 11 de Novembro de 1956 do jornal “República”.

Em 2018 o Município de Gouveia e uma Comissão organizaram uma série de eventos que comemoraram os 150 anos do nascimento do benemérito gouveense, com acções junto da comunidade escolar, exposições sobre a sua vida e obra, concertos e outras actividades.

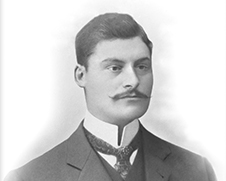
Pedro Amaral Botto Machado